# Felix von Schumacher-Nager
Felix von Schumacher-Nager (* 15. Dezember 1909 in Luzern; † 7. Dezember 2002 in Zürich) war ein Schweizer Jurist, Journalist und Chefredaktor. Er stammte aus der gleichnamigen Luzerner Patrizierfamilie und war ein Sohn von Regierungsrat Felix von Schumacher und Enkel des Generals Felix von Schumacher. In den 1940er und 1950er Jahren wurde er zum „Auflagenkönig“ der Illustrierten Zeitung und zum „Virtuosen“ des ersten Schweizer Boulevards. Als Baupionier errichtete er in den 1960er Jahren das erste Einkaufszentrum der Schweiz.

## Leben
Zunächst erlernte Felix von Schumacher den Anwaltsberuf und promovierte zum Doktor der Jurisprudenz. Dann wechselte er zum Journalismus. Er stieg 1935 bei der „Weltwoche“ ein und wurde Londoner Korrespondent für die Wochenzeitung seines Vetters Karl von Schumacher. 1937 war er Auslandredaktor bei Gottlieb Duttweilers „Tat“. Die Welt- und Grossstadt-Erfahrung prägten den wohlhabenden Aristokraten und Gentleman wie umgekehrt auch er durch Überlegenheit und Tatkraft seine Umgebung prägte. Während des Zweiten Weltkrieges leistete er Aktivdienst als Hauptmann der berittenen Feldartillerie.

### Auflagenkönig in Zürich und Deutschland
Felix von Schumachers besonderes Gespür für die Befindlichkeit der lesenden Massen machten den Verleger Paul August Ringier auf ihn aufmerksam. Dieser machte ihn 1941 zum Chefredaktor der Illustrierten Gesellschaftszeitschrift „Sie und Er“. Dass der Schweizer Verteidigungswille über Generationen hinweg mit der Person von General Henri Guisan gleichgesetzt wurde, nahm mit den Ringier-Blättern seinen Anfang. Nicht nur stellte Felix von Schumacher sein Blatt in den Dienst der militärischen und geistigen Landesverteidigung, sondern machte die Frauen und ihren Beitrag zur Landesverteidigung zum grossen, die Auflage steigernden Thema. Auch hatte er während des Krieges begonnen als einer der Ersten über die Konzentrationslager der Nationalsozialisten zu berichten.

### Erster Chefredaktor der Schweizer Boulevardzeitung
1951 wirkte er bei der Gründung der Illustrierten „Die Woche“ mit, die er drei  Jahre lang leitete. Anschliessend machte ihn der Verleger Helmut Kindler zum Chef der Illustrierten „Revue“ in München. 1958 wechselte er in gleicher Funktion zur „Bunten“ von Franz Burda. An beiden Orten steigerte er die Auflagen. 1959 beriefen ihn die Gründer der Schweizer Boulevard-Zeitung zum ersten Chefredaktor des „Blicks“. Die Idee für den prägnanten Namen hatte seine Gattin Evelyn von Schumacher geborene Nager. Nach zwei Jahren verliess er den Journalismus für immer und wandte sich der Bewirtschaftung seines Familienbesitzes zu.

### Luzerner Baupionier
Auf dem grossen Familienbesitz am westlichen Seeufer der Stadt Luzern erstellte er mit dem Shopping-Center Schönbühl das erste Einkaufszentrum der Schweiz und ermöglichte es in den 1960er Jahren, dass der einzige Bau des Meisterarchitekten Alvar Aalto auf Schweizer Boden realisiert werden konnte.

### Der Tradition verpflichtet
Neben seiner modernen und weltoffenen Geisteshaltung widmete er sich auch historischen, familiengeschichtlichen und familienpolitischen Fragen. Trotz eines gewissen Nonkonformismus war er sich stets bewusst, dass er als Abkömmling einer alten Luzerner Aristokratenfamilie in der Tradition zu leben habe und der Kontinuität verpflichtet sei. So gehörte er u. a. der Gesellschaft der Herren zu Schützen an, deren 102. Stubenherr er war.